# Silvio Ofria
Silvio Ofria es un actor italiano-australiano, conocido por sus participaciones en el teatro.

## Carrera
En 1998 apareció como invitado en la serie médica All Saints, donde interpretó a Luis Gonzalez. Un año más tarde apareció de nuevo en la serie ahora en 1999 donde dio vida a Roscoe durante el episodio "When Duty Calls".
Entre 2001 y 2002, apareció como invitado en la exitosa y popular serie australiana Home and Away, donde interpretó a Theo Poulos, el padre de Alexi, Chris, Dimitri y Leah Poulos. Silvio regresó nuevamente a la serie en 2009, cuando interpretó de nuevo a Theo. Anteriormente Silvio había aparecido por primera vez en la serie en 1996, cuando interpretó a Frank Zenotti en tres episodios.
En 2007 apareció en la película Joanne Lees: Murder in the Outback, donde interpretó a Luciano Falconio, el padre de Peter Falconio. La película está basada en la historia real de Joanne Lees y su novio Peter Falconio dos mochileros que visitan Stuart Highway cerca de Barrow Creek en donde Joanne es atacada y Peter es secuestrado y asesinado por Bradley John Murdoch, el cuerpo de Peter nunca fue encontrado.
En 2012 obtuvo un pequeño papel en la serie Rake, donde interpretó a un taxista.

## Filmografía
- Series de Televisión.:

| Año              | Serie             | Personaje          | Notas                             |
| ---------------- | ----------------- | ------------------ | --------------------------------- |
| 2012             | Rake              | Taxista            | episodio "R vs. Fenton"           |
| 2001, 2002, 2009 | Home and Away     | Theo Poulos        | 10 episodios                      |
| 2007             | East West 101     | Bazini             | episodio "Hunt for the Killer"    |
| 2000, 2003       | Grass Roots       | Paulie Del Favero  | 3 episodios                       |
| 2002             | White Collar Blue | Ernesto            | episodio # 1.7                    |
| 2000             | Above the Law     | Roberto Giovanelli | episodio "Chaos Theory"           |
| 1999             | Water Rats        | Tony Mangano       | 2 episodios                       |
| 1998 - 1999      | Wildside          | Leo Cellini        | 5 episodios                       |
| 1998             | All Saints        | Luis Gonzalez      | episodio "Everybody's Human"      |
| 1997             | Big Sky           | Massimo            | episodio "Great Expectations"     |
| 1995             | G.P.              | Silvio             | episodio "The Carrot & the Stick" |
| 1993             | Time Trax         | Hector             | episodio "Mysterious Stranger"    |
| 1992             | Police Rescue     | Silo Foreman       | episodio "Sugar"                  |

- Películas.:

| Año  | Título                             | Personaje           | Notas                                                                                               |
| ---- | ---------------------------------- | ------------------- | --------------------------------------------------------------------------------------------------- |
| 2007 | Joanne Lees: Murder in the Outback | Luciano Falconio    | junto a Bryan Brown, Joanne Froggatt, John Wood, Asher Keddie, Laurence Breuls & Damian de Montemas |
| 2006 | Touched by Fellini                 | Anna                | corto - junto a Diana Glenn, Alex Dimitriades & Paul Barry                                          |
| 2001 | La spagnola                        | Bruno               | junto a Lola Marceli, Alice Ansara, Alex Dimitriades, Steve Rodgers & Tony Barry                    |
| 1996 | Idiot Box                          | Hombre con Perro    | junto a Ben Mendelsohn, Graeme Blundell, Chris Noonan & Paul Gleeson                                |
| 1996 | Lilian's Story                     | Asistente en Tienda | junto a Ruth Cracknell, Barry Otto, Toni Collette & Jeff Truman                                     |
| 1992 | Big Ideas                          | Mr. Galea           | junto a Peter Kowitz, Justin Rosniak, Geneviève Lemon, Salvatore Coco & Glenda Linscott             |
| 1991 | Ring of Scorpio                    | Guardia             | junto a Catherine Oxenberg, Caroline Goodall & Jack Scalia                                          |
| 1984 | Silver City                        | Bruno               | junto a Ivar Kants, Steve Bisley & Debra Lawrance                                                   |

- Teatro.:[4]

| Año        | Obra                                    | Personaje | Director (a)       | Teatro               | Notas                                                       |
| ---------- | --------------------------------------- | --------- | ------------------ | -------------------- | ----------------------------------------------------------- |
| 2006       | This War Has Very Little to Worry About | -         | Bianca Bonino      | Sidetrack Theatre    | junto a Alessandro Pelizzon                                 |
| 1993, 2004 | Sirocco and the Angel                   | -         | Peter Damien Hayes | Street Theatre       | junto a Michael Butcher, Bronwyn Grannall & Ryan Jones      |
| 2003       | The Book Keeper of Rua Dos Douradores   | -         | Carlos Gomes       | Sidetrack Theatre    | junto a Adam Hatzimanolis, Arky Michael & Georgina Naidu    |
| 1997       | R W Fassbinder                          | -         | Domenic Mico       | Bruce Gordon Theatre | junto a Jenny Ongley & Aukje Robertson                      |
| 1991       | Red Like The Devil                      | -         | Teresa Crea        | Theatre 62           | junto a Nicholas Papademetriou                              |
| 1987, 1988 | KIN                                     | -         | Dallas Lewis       | -                    | junto a Adam Hatzimanolis, Tom Lycos & Michele Millner      |
| 1987       | Boom Baby Boom                          | -         | -                  | Freewheels Theatre   | junto a Gabriela Cabral & Stefo Nantsou                     |
| 1986       | Welcome To The Madhouse                 | -         | Dallas Lewis       | -                    | junto a Gabriela Cabral, Kerrie-Jean Erwin & Stefo Nantsou  |
| 1986       | Runaways                                | -         | Gail Kelly         | -                    | junto a Gabriela Cabral, Adam Hatzimanolis & Jai McHenry    |
| 1986       | Adios Cha Cha                           | -         | Don Mamouney       | Church Theatre       | junto a Helen Dallas, Robin Laurie, Tom Lycos & Jai McHenry |
| 1985       | Just For The Buzz Of It                 | -         | Don Mamouney       | -                    | junto a Gabriela Cabral, Tom Lycos & Jai McHenry            |
| 1984       | The Bang-An Atomic Musical              | -         | Jai McHenry        | Sidetrack Theatre    | junto a Zoe Carides, Fiona Press & Anne-Marie Wiles         |
| 1984       | Sparrow Zac and Eli                     | -         | Don Mamouney       | -                    | junto a Fiona Press & Tracy Sung                            |